# Europastraße 001
Die Europastraße 001 (kurz: E 001) ist eine Europastraße östlich des Schwarzen Meeres. Sie führt von Marneuli in Georgien nach Darpas in Armenien. Sie ist zwischen Georgien und Armenien eine Alternativroute zur E 117 durch den Kaukasus.

## Verlauf
Beginnend an der Europastraße 117 bei Marneuli verläuft die E 001 auf der S7 südwärts. Bei Sadachlo passiert die E 001 die georgisch-armenische Grenze. Die E 001 folgt nun der armenischen M6. Der Verlauf nach Südwesten streift Alawerdi. Südlich davon wird der Dsoraget gequert. Ab Wanadsor folgt die E 001 noch einige Kilometer der armenischen M8, bevor sie bei Darpas wieder auf die E 117 trifft und dort schließlich endet.